# 永峯秀樹
永峯 秀樹（ながみね ひでき、嘉永元年6月1日（1848年7月1日） - 昭和2年（1927年）12月3日）は、英文学者、翻訳家。

## 人物
甲斐国巨摩郡浅尾新田（山梨県北杜市明野町）出身。本姓は小野で、父は蘭方医の小野通仙。永峰家の養子となる。父に従い甲府に居住し、甲府徽典館を卒業後、沼津兵学校で英語を学ぶ。1871年（明治4年）、東京築地の海軍兵学寮（海軍兵学校）で英語、数学教師。ギゾーの『欧羅巴文明史』の翻訳で、福地源一郎がソサエティの訳語として作った「社会」の語を広めた。ほか、『アラビアン・ナイト』を「暴夜物語」として初めて邦訳した。

## 栄典
- 1902年（明治35年）10月20日 - 正五位[1]

## 著作・翻訳
- 『支那事情』奎章閣、1874
- ウォーケル『富国論』奎章閣、1874
- 『開巻驚奇暴夜物語』奎章閣、1875
- 『物理問答』抄訳、内藤伝右衛門 1875
- 『智氏家訓』査斯徳費耳士 (チェストルフヰールド) 種玉堂、1875-1876
- ハスケル『家政要旨 経済小学』抄訳. 内藤伝右衛門、1877
- ギゾー『欧羅巴文明史』ヘンリー訳、再訳. 奎章閣、1877
- ジョン・スチュアート・ミル『代議政体』弥児 (ミル) 奎章閣、1875-1878
- ロベルト『官民議場必携』内藤伝右衛門、1880
- 『華英字典』竹雲書屋、1881
- 『博物小学』編 北原信太郎、1882
- 『人と日本人』東海堂、1904

## 復刻
- 「代議政体 ミル」『明治文化全集』第3集 (政治篇) 日本評論社、1927
- 「暴夜物語 タチンスヱンド」明治文化全集. 第14巻 (時事小説篇) 日本評論社、1927
- 「家政要旨 ハスケル」『家政学文献集成』 渡辺書店、1966
- 「智氏家訓 チェストルフィールド」『家政学文献集成』続編 [第10冊] 渡辺書店、1968

## 伝記
- 保坂忠信『評伝永峯秀樹 明治初期翻訳・文化功労者』リーベル出版、1990

## 参考
- コトバンク：日本人名大辞典